# Hipòdrom de Maó
L'Hipòdrom Municipal de Maó és una entitat esportiva dirigida per la Societat Hípica "Amics del Noble Brut" amb més de 70 anys d'història.
Els inicis es remunten a un 27 de novembre de 1935 en què un grup de persones constitueixen formalment la primera entitat esportiva amb la finalitat d'organitzar carreres de cavalls en la modalitat de trot i galop, en l'escenari de l'Estadi Maonès. En aquest moment l'entitat pren el nom de Societat Hípica Maonesa i és aprovada pel Delegat de Menorca. Cap a 1953 i sota la nova legislació d'entitats esportives, obliga a la societat a inscriure's a la Secretaria General d'Esports del Moviment, la qual cosa condueix a una nova reglamentació i estatuts. És precisament en aquest moment en què es decideix canviar el nom per Societat Hípica Amics del Noble Brut, quedant constituïda amb aquest nou nom dia 30 de juny de 1954, aprovada per la Delegació Nacional d'Esports i registrada a la Federació Nacional d'Hípica.
Fins a l'any 1973 les carreres de la Societat es feien a l'Estadi Maonès però va arribar un punt en què la pista era massa petita per a l'activitat creixent de l'entitat, va ser llavors quan el Consistori Maonès va cedir uns terrenys a la carretera de Sant Lluís per construir el nou i actual Hipòdrom Municipal de Maó inaugurat el 9 de setembre de 1973.
Les carreres de l'hipòdrom, que se celebren al cap de setmana, no es fan a lloms dels cavalls, sinó en un carro. Hom considera les carreres de trotons com una influència britànica.